# Linera
Linera è una frazione del comune di Santa Venerina, nella Città metropolitana di Catania, avente una popolazione residente di circa 2 757 abitanti (Dato Comunale del 2015) ed è suddivisa in tre quartieri corrispondenti alle parrocchie da cui è formata: Linera, Cosentini e Maria Vergine. Già frazione di Acireale, dal 1934 fa parte del nuovo comune di Santa Venerina.

## Storia
La nascita di Linera si può far risalire al secolo XVI con i primi disboscamenti e le prime coltivazioni che interessarono il Bosco di Jaci. Dalla presenza diffusa di coltivazioni di lino nella maggior parte della contrada, chiamata appunto "liniera" o "lineria", che successivamente anche il nascente borgo ne prenderà il nome di Linera. Con l'edificazione nel 1812 di una cappella o oratorio privato dei Roncisvalle si comincia a delineare e a concepire la contrada come borgo. Il 22 agosto del 1818 veniva eretta presso la chiesa dei Roncisvalle la parrocchia dedicata a "Maria Santissima del Lume", filiale della chiesa madre di Maria SS. Annunziata di Acireale (odierna basilica cattedrale). Con la fondazione della parrocchia viene considerato l'atto di nascita di Linera come centro urbano, comprendendo un vasto territorio tra gli odierni centri di Santa Venerina, Bongiardo, Piano d'Api, Santa Maria degli Ammalati, Guardia, Pisano Etneo. Nel 1863 veniva aperta al culto la Chiesa Maria SS. Del Rosario nella proprietà dei Cosentini. 
Nel 1879 l'abitato venne completamente distrutto dal terremoto di Bongiardo che oltre alle vittime provocò il crollo della chiesa di Maria SS. del Lume. Nel 1889 si iniziò la costruzione di una nuova chiesa sempre con lo stesso titolo di Maria SS. del Lume in un luogo più centrale (dove si trova l'attuale chiesa madre), libera da vincoli patronali e più grande della precedente. La nuova chiesa venne aperta al culto nel 1895. 
Nel 1914 Linera fu l'epicentro di un terremoto del X grado della scala Mercalli che distrusse completamente il paese, causando settanta vittime e la distruzione anche della seconda chiesa. I lavori di ricostruzione della chiesa di Maria SS. del Lume iniziarono nel 1921 su progetto dell'ingegner Salvatore Scuderi di Catania. La prima pietra venne posta il 19 giugno, in presenza dell'onorevole De Cristofori, e benedetta da monsignor Salvatore Bella, vescovo di Acireale.

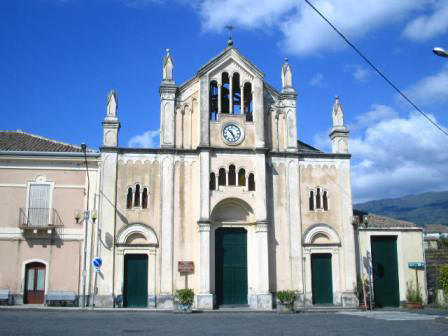
Chiesa di Maria Santissima del Rosario.

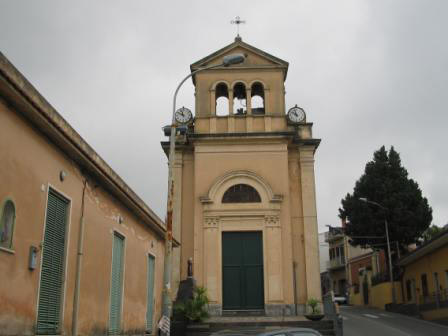
Chiesa di Maria Vergine della Catena.

Nel 1921 la chiesa di Maria SS. del Rosario veniva eretta a parrocchia autonoma e staccando da questa chiesa il territorio dei Cosentini anche il territorio dell'odierna Pennisi, Fiandaca nonché il territorio a sud, l'odierna parrocchia Maria Vergine, mentre la parrocchia Maria SS. del Lume veniva elevata a sede di Arcipretura |e la costruenda chiesa nominata chiesa matrice di Linera. Il 19 marzo 1946 la chiesa Maria SS. della Catena veniva eretta a chiesa parrocchiale inglobando territori della parrocchia Cosentini e Linera, ma filiale, insieme alla parrocchia Cosentini, all'Arcipretura di Linera. Nel 1952 un ulteriore terremoto sconvolse Linera.
Negli anni ottanta e novanta la frazione ha conosciuto un forte sviluppo demografico e di espansione edilizia.

## Monumenti e luoghi d'interesse
- Chiesa di Maria Santissima del Rosario
- Chiesa di Maria Vergine della Catena
- Chiesa di Maria Santissima del Lume
- Chiesa di Maria Santissima Immacolata di Linera
- Chiesa di Maria Santissima dei Sette Dolori

## Sport
Le locali squadre di calcio un tempo attive erano: il Cosentini Calcio, militante in terza categoria, girone C e lo Sporting Linera, militante in terza categoria.
Per l'equitazione, è presente una scuderia operata dal Centro Ippico Linera.

## Amministrazione

### Gemellaggi
- Porticello di Santa Flavia (PA)